# Dorottya Szilágyi
Dorottya Szilágyi, född 10 november 1996 i Eger, är en ungersk vattenpolospelare.
Szilágyi gjorde 15 mål när Ungerns damlandslag i vattenpolo tog EM-brons i Budapest 2020 och hon ingick i det ungerska landslag som tog brons i vattenpoloturneringen vid olympiska sommarspelen 2020.
Szilágyi tog VM-silver i samband med världsmästerskapen i simsport 2022 i Budapest.